# Kardemir Karabükspor
Kardemir Karabükspor (auch Kardemir Demir Çelik Karabükspor) ist ein türkischer Sportverein aus der gleichnamigen Provinz Karabük, deren einziger Proficlub er ist. Er wurde 1969 gegründet und trägt seine Spiele im 15.000 Zuschauer fassenden Necmettin-Şeyhoğlu-Stadion aus. Seit 2021 spielt der Klub in der TFF 3. Lig, der vierthöchsten türkischen Spielklasse. Der Verein spielte in den 1990er und 2010er Jahren insgesamt neun Spielzeiten in der Süper Lig und befindet sich in deren Ewigen Tabelle auf dem 37. Platz.

## Geschichte
| Saison                                                                                        | Platz | Liga                    |
| --------------------------------------------------------------------------------------------- | ----- | ----------------------- |
| 69/70                                                                                         | 09.   | 3. Liga                 |
| 70/71                                                                                         | 04.   | 3. Liga                 |
| 71/72                                                                                         | 01.   | 3. Liga (Aufstieg)      |
| 72/73                                                                                         | 15.   | 2. Liga (Abstieg)       |
| 73/74                                                                                         | 02.   | 3. Liga (Aufstieg)      |
| 74/75                                                                                         | 05.   | 2. Liga                 |
| 75/76                                                                                         | 06.   | 2. Liga                 |
| 76/77                                                                                         | 06.   | 2. Liga                 |
| 77/78                                                                                         | 07.   | 2. Liga                 |
| 78/79                                                                                         | 12.   | 2. Liga                 |
| 79/80                                                                                         | 05.   | 2. Liga                 |
| 80/81                                                                                         | 10.   | 2. Liga                 |
| 81/82                                                                                         | 06.   | 2. Liga                 |
| 82/83                                                                                         | 12.   | 2. Liga                 |
| 83/84                                                                                         | 0?    | Amateurliga (Aufstieg)1 |
| 84/85                                                                                         | 10.   | 2. Liga                 |
| 85/86                                                                                         | 13.   | 2. Liga                 |
| 86/87                                                                                         | 10.   | 2. Liga                 |
| 87/88                                                                                         | 04.   | 2. Liga                 |
| 88/89                                                                                         | 07.   | 2. Liga                 |
| 89/90                                                                                         | 07.   | 2. Liga                 |
| 90/91                                                                                         | 14.   | 2. Liga                 |
| 91/92                                                                                         | 05.   | 2. Liga                 |
| 92/93                                                                                         | 03.2  | 2. Liga (Aufstieg)      |
| 93/94                                                                                         | 14.   | 1. Liga (Abstieg)       |
| 94/95                                                                                         | 05.3  | 2. Liga                 |
| 95/96                                                                                         | 03.2  | 2. Liga                 |
| 96/97                                                                                         | 01.2  | 2. Liga (Aufstieg)      |
| 97/98                                                                                         | 09.   | 1. Liga                 |
| 98/99                                                                                         | 18.   | 1. Liga (Abstieg)       |
| 99/00                                                                                         | 01.3  | 2. Liga                 |
| 00/01                                                                                         | 05.3  | 2. Liga (Abstieg)1      |
| 01/02                                                                                         | 01.3  | 3. Liga                 |
| 02/03                                                                                         | 11.   | 3. Liga                 |
| 03/04                                                                                         | 02.   | 3. Liga                 |
| 04/05                                                                                         | 07.   | 3. Liga                 |
| 05/06                                                                                         | 04.3  | 3. Liga                 |
| 06/07                                                                                         | 01.3  | 3. Liga                 |
| 07/08                                                                                         | 02.2  | 3. Liga (Aufstieg)      |
| 08/09                                                                                         | 07.   | 2. Liga                 |
| 09/10                                                                                         | 01.   | 2. Liga (Aufstieg)      |
| 10/11                                                                                         | 09.   | 1. Liga                 |
| 11/12                                                                                         | 12.   | 1. Liga                 |
| 12/13                                                                                         | 15.   | 1. Liga                 |
| 13/14                                                                                         | 07.   | 1. Liga                 |
| 14/15                                                                                         | 16.   | 1. Liga                 |
| 15/16                                                                                         | 02.   | 2. Liga (Aufstieg)      |
| 16/17                                                                                         | 11.   | 1. Liga                 |
| 17/18                                                                                         | 18.   | 1. Liga (Abstieg)       |
| 18/19                                                                                         | 18.   | 2. Liga                 |
| 19/20                                                                                         | 18.   | 3. Liga                 |
| 1Systembedingter Abstieg 2Platzierung in der Aufstiegsrunde 3Platzierung in der Abstiegsrunde |       |                         |

### Gründung
Der Verein wurde 1969 durch die Vereinigung von Karabük Gençlikspor und Demir Çelik Spor gegründet.

### Karabükspor in der 1. Lig
Schon in der Saison 1993/94 spielte Kardemir Karabükspor in der höchsten türkischen Spielklasse, stieg allerdings schon im ersten Jahr wieder ab, nachdem man gegen Zeytinburnuspor in der Nachspielzeit das 2:1 kassiert hatte. 1997 schaffte die Mannschaft erneut den Aufstieg in die Süper Lig, stieg nach zwei Jahren allerdings als Tabellenletzter wieder ab.

### Systembedingter Abstieg in die TFF 2. Lig und Drittligajahre (2001–2008)
Da mit der Saison 2001/02 der türkische Profi-Fußball grundlegenden Änderungen unterzogen werden sollte, wurden bereits in der Spielzeit 2000/01 Vorbereitungen für diese Umstellung unternommen. Bisher bestand der Profifußball in der Türkei aus drei Ligen: Der höchsten Spielklasse, der einspurigen Türkiye 1. Futbol Ligi, der zweitklassigen fünfspurig und in zwei Etappen gespielten Türkiye 2. Futbol Ligi und der drittklassigen und achtgleisig gespielten Türkiye 3. Futbol Ligi. Zur Saison 2001/02 wurde der Profifußball auf vier Profiligen erweitert. Während die Türkiye 1. Futbol Ligi unverändert blieb, wurde die Türkiye 2. Futbol Ligi in die nun zweithöchste Spielklasse, die Türkiye 2. Futbol Ligi A Kategorisi (zu dt.: 2. Fußballliga der Kategorie A der Türkei), und die dritthöchste Spielklasse, die Türkiye 2. Futbol Ligi B Kategorisi (zu dt.: 2. Fußballliga der Kategorie B der Türkei), aufgeteilt. Die nachgeordnete Türkiye 3. Futbol Ligi wurde fortan somit die vierthöchste Spielklasse, die TFF 3. Lig. Jene Mannschaften, die in der Zweitligasaison 2000/01 lediglich einen mittleren Tabellenplatz belegten, wurden für die kommende Saison in die neugeschaffene dritthöchste türkische Spielklasse, in die 2. Lig, zugewiesen. Karabükspor, welches die Liga auf dem fünften Tabellenplatz beendet hatte, musste so systembedingt in die 2. Lig absteigen.
In die 3. Liga abgestiegen gelang der Mannschaft in der Saison 2001/02 zwar nicht der direkte Aufstieg in die 2. Liga, stattdessen aber die Qualifikation für die Play-off-Phase der Liga. In dieser wurde der dritte und letzte Aufsteiger per K.-o.-System ausgespielt. Die erste Etappe der Play-offs, die Viertelfinalbegegnungen, traf die Mannschaft auf Karşıyaka SK und schied gegen diesen Verein aus. In der nachfolgenden Saison blieb der Verein im Aufstiegskampf chancenlos und kämpfte gegen Saisonende gar gegen den Abstieg. Nach geglückten Klassenerhalt in der Saison 2002/03, spielte die Mannschaft in der Saison 2003/04 lange Zeit um den Aufstieg mit. Am Saisonende wurde die Meisterschaft und damit der Aufstieg an Sarıyer SK vergeben und die Saison als Vizemeister der 3. Liga beendet. Nachdem die Saison 2004/05 mit einem mittleren Tabellenplatz abgeschlossen worden war, gelang in der Saison 2005/06 wieder die Teilnahme an der Play-off-Phase der Liga. Hier scheiterte die Mannschaft bereits in der ersten Runde, dem Achtelfinale, an Eskişehirspor. Auch in der nächsten Saison wurde die Play-off-Phase erreicht, aber wieder in der ersten Runde, dieses Mal gegen Adana Demirspor, die letzte Möglichkeit des Aufstiegs vertan.
In der Saison 2007/08 gelang schließlich unter der Führung vom Cheftrainer Mustafa Çapanoğlu der erhoffte Aufstieg in die TFF 1. Lig. Dabei kämpfte die Mannschaft mit den beiden Mannschaften Adanaspor und Adana Demirspor bis zum letzten Spieltag um die Tabellenführung. Vor dem letzten Spieltag lag Karabükspor hinter diesen beiden Mannschaften auf dem dritten Tabellenplatz. Am letzten Spieltag aber besiegte die Mannschaft Erzurumspor mit 7:0, zog dadurch an Demirspor vorbei und wurde hinter Adanaspor Vizemeister der Saison. Mit dieser Platzierung stieg die Mannschaft durch den damals gültigen Spielmodus auf.

### TFF 1. Lig und souveräner Zweitligameister (2008–2010)
Trotz Aufstieg in die TFF 1. Lig verlängerte Karabükspor seinen Vertrag mit Mustafa Çapanoğlu nicht und stellte stattdessen Hüsnü Özkara als Trainer ein. Unter diesem Trainer zeigt der Aufsteiger eine durchwachsene Saison und schloss die Liga auf dem siebten Tabellenplatz ab. Im Sommer 2009 ersetzte der Verein Özkara durch Yücel İldiz. Unter diesem Trainer übernahm Karabükspor am 16. Spieltag der Saison 2009/10 die Tabellenführung und beendete die Hinrunde als Herbstmeister. In der Rückrunde startete die Mannschaft sehr erfolgreich und setzte sich bereits in der 23. Spielwoche mit einem 10-Punkte-Vorsprung vor dem ärgsten Verfolger Bucaspor ab. Dieser Vorsprung wurde im weiteren Saisonverlauf souverän beibehalten bzw. weiter ausgebaut. So sicherte sich Karabükspor nach dem 31. Spieltag, drei Spieltage vor Saisonende, die Zweitligameisterschaft und damit nach zwölf Jahren die Rückkehr in die Süper Lig. Aus den verbliebenen drei Spielen holte die Mannschaft sechs Punkte und beendete die Saison mit einem 13-Punkte-Vorsprung als Meister. Das Sturmduo Yasin Avcı und Emmanuel Emenike bildete mit 34 Toren den erfolgreichsten Sturm der Liga, während Avcı mit 18 Ligatoren auch Torschützenkönig wurde.

### Rückkehr in die Süper Lig und Etablierung (2010–2012)
2010 schaffte Karabükspor durch die errungene Zweitligameisterschaft nach 14-jähriger Abstinenz die Rückkehr in die höchste Spielklasse. Nach dem Aufstieg avancierte die Mannschaft zu einem der Überraschungsteam der Erstligasaison 2010/11. So befand sich der Verein die Hinrunde immer in der oberen Tabellenhälfte und beendete sie überraschend auf dem sechsten Tabellenplatz. Neben der erfolgreichen Spielweise wurde besonders der moderne Kollektivfußball den Karabükspor spielte von der Fachpresse lobend hervorgehoben und die Mannschaft in Anlehnung an den damals sehr erfolgreiche FC Barcelona, als Barça des Nordes (türkisch: Kuzey’in Barça’sı) bezeichnet. Dabei wurde neben dem Youngster der Mannschaft, dem Nigerianer Emmanuel Emenike, auch die Leistungen von Florin Cernat, Birol Hikmet und Ahmet Cebe hervorgehoben. In der Rückrunde zeigte Karabükspor eine ähnliche Leistung und beendete die Saison auf dem neunten Tabellenplatz. Damit wiederholte man die bis dato gültige beste Erstligaplatzierung.
Nach dieser Saison wurde Emmanuel Emenike zu einem der gefragtesten Spieler der Sommertransferperiode 2011 innerhalb des türkischen Fußballs. Schließlich wechselte Emenike gegen eine Ablösesumme von 9. Millionen Euro zum amtierenden türkischen Meister Fenerbahçe Istanbul und wurde damit der teuerste Verkauf der Vereinsgeschichte von Karabükspor. Die Spielzeit 2011/2012 begann weniger erfreulich für den Verein. Nach 10 Spielen befand man sich auf dem 16. Platz der Tabelle, und so trennte man sich vom Trainer und verpflichtete Bülent Korkmaz, der unter anderem auch den türkischen Rekordmeister trainiert hatte. Zunächst konnte allerdings keine Besserung festgestellt werden, da der Verein in den nächsten 7 Spielen nur 4 Punkte holte und sich somit weiter auf dem 16. Platz befand. Am 18. Spieltag fiel man sogar auf den 17. Platz, stieg aber nach dem nächsten Spiel wieder auf den 16. Platz auf. In den Spieltagen 19, 20, 21, 22 holte der Verein insgesamt 6 Punkte, welche von einer Serie von ungeschlagenen Spielen gefolgt wurden. Aus den nächsten 6 Spielen holte man sensationelle 16 von möglichen 18 Punkten, und Karabükspor befand sich bereits auf dem 14. Tabellenplatz. Erst am 29. Spieltag musste sich der Verein Bursaspor mit 3:0 geschlagen geben. In den letzten 5 Spielen verlor man lediglich ein Spiel und holte insgesamt 10 Punkte. Die Saison beendete man auf dem 12. Tabellenplatz, und mit insgesamt 32 Punkten in der Rückrunde war man nach Galatasaray Istanbul und Fenerbahçe Istanbul die drittbeste Mannschaft in der Rückrunde. In der Hinrunde der Saison 2012/2013 gelang am 12. Spieltag ein sensationeller 3:1-Auswärtssieg bei Tabellenführer Galatasaray. Außerdem gelang Karabükspor in der Saison 2011/2012 der Halbfinaleinzug im türkischen Pokal, man schied dann allerdings gegen den späteren Pokalsieger Fenerbahçe Istanbul aus. Der Halbfinaleinzug ist bis heute der größte Wettbewerbserfolg in der Vereinsgeschichte. Am 9. Mai 2012, unmittelbar nach Saisonende, trennte sich der Klub überraschend von Trainer Bülent Korkmaz.

### Favoritenbezwinger trotz Fastabstieg (2012–2013)
Als Korkmaz’ Nachfolger wurde für die Saison 2012/13 Michael Skibbe verpflichtet, welcher jedoch bereits im November 2012 wieder entlassen wurde. Skibbe ersetzte der Klub am 5. November 2012 durch Mesut Bakkal. Dieser führte Karabükspor schnell in die obere Tabellenhälfte und sorgte durch Überraschungssiege gegen Galatasaray Istanbul, Fenerbahçe Istanbul und Trabzonspor dafür, dass die Fachpresse auf Karabükspor aufmerksam wurde. Gegen Saisonende gelang es der Mannschaft nicht mehr seine Leistungen zu wiederholen. Infolgedessen rutsche man erneut in die Abstiegszone. Nach diesen Entwicklungen wurde Bakkal nach der 0:2-Heimniederlage vom 32. Spieltag gegen Gaziantepspor von der Vereinsführung entlassen. Die Vereinsführung ersetzte interimsweise Bakkal durch dessen Co-Trainer Suat Sarıcan. Da Karabükspor mit einer Auswärtspartie gegen Sivasspor und der Heimpartie gegen Fenerbahçe von den abstiegsgefährdeten Vereinen das schwierigste Restprogramm zu haben schien, wurde es von der Fachpresse als sicherer Absteiger bewertet. Nachdem die Partie gegen Sivasspor 2:1 verloren worden war und da am letzten Spieltag die Istanbul Büyükşehir Belediyespor und Akhisar Belediyespor die scheinbar einfacheren Gegner hatten, verdichtete sich die Prognose von einem Abstieg Karabükspors. Am letzten Spieltag besiegte die Mannschaft in einem packenden Spiel Fenerbahçe mit 3:2 und sicherte sich aus eigener Kraft den Klassenerhalt.

### Erfolgreichste Erstligasaison und erste Europa-League-Teilnahme (2013–2014)
Nach dem knappen Klassenerhalt der Saison 2012/13 verpflichtete Karabükspor für die Saison 2013/14 mit Tolunay Kafkas einen jungen und verheißungsvollen Trainer. Mit diesem Trainer setzte sich die Mannschaft über einen Großteil der Saison im oberen Tabellendrittel bzw. der oberen Tabellenhälfte fest und spielte bis in die letzten Spieltage für eine Europa-League-Platz mit. Am Ende verpasste die Mannschaft zwar die Europe-League-Teilnahme, jedoch wurde mit dem siebten Tabellenplatz die bis dato beste Erstligaplatzierung der Vereinsgeschichte erreicht.
Für die Europa League qualifizierte sich stattdessen der Tabellenvierter Trabzonspor, der Tabellenfünfte Sivasspor und der Pokalfinalist Eskişehirspor. Da die UEFA die beiden letztgenannten Vereine aufgrund ihrer Verwicklung in den Manipulationsskandal um Fenerbahçe Istanbul im Sommer 2014 für die anstehende Europe-League-Teilnahme sperrte und auch die Revision beider Vereine beim Internationalen Sportgerichtshof (CAS) keine Urteilsänderung gezeigt hatte, kamen die in der Abschlusstabelle nachfolgenden Mannschaften wie Karabükspor als Ersatz in Frage.
Dem Tabellensechsten Kasımpaşa Istanbul wurde die Europe-League-Teilnahme ebenfalls verwehrt, da der Klub die Financial-Fairplay-Kriterien der UEFA nicht erfüllte. So wurden Karabükspor als Tabellensiebter und Bursaspor als Tabellenachter als die weiteren türkischen Europe-League-Teilnehmer ermittelt. Karabükspor traf in der 3. Qualifikationsrunde auf den norwegischen Vertreter Rosenborg Trondheim. Nachdem das erste Spiel vor heimische Kulisse mit 0:0 geendet hatte, erkämpfte sich Kafkas’ Mannschaft auswärts ein 1:1 und überstand damit in seiner ersten Teilnahme an einem europäischen Pokalwettbewerb die erste Runde. In der nächsten Runde, den Play-offs traf die Mannschaft auf den französischen Vertreter AS Saint-Étienne. Nachdem das Hinspiel 1:0 gewonnen worden war, unterlag Kardemir im Rückspiel in Frankreich 0:1, woraufhin die Entscheidung um den Einzug in die Gruppenphase im Elfmeterschießen herbeigeführt werden musste. Dieses entschied Saint-Etienne mit 4:3 für sich, wodurch Karabükspor die Gruppenphase verpasste.

### Missglückter Saisonstart und Abstieg in die 1. Lig (2014–2015)
Nach dem unglücklichen Ausscheiden aus der Europa League startete der Verein unerwartet schlecht in die Erstligasaison 2014/15 und rutschte bereits am zweiten Spieltag auf einen Abstiegsplatz. Bis zum Ende der Hinrunde konnte sich der Verein zwar mehrmals auf einen Nichtabstiegsplatz hocharbeiten, fiel aber immer wieder auf einen Abstiegsplatz zurück und beendete die Hinrunde mit dem 15. Tabellenplatz auf dem letzten Nichtabstiegsplatz. Gründe hierfür waren neben schlechte Leistung auch die verletzungsbedingten Ausfälle von Leistungsträgern. Am letzten Spieltag der Saison, der Heimbegegnung vom 25. Januar 2015 gegen den direkten Abstiegskonkurrenten Kayseri Erciyesspor, erklärte der Cheftrainer Tolunay Kafkas seinen Rücktritt. Dieser Rücktritt wurde seitens der Vereinsführung nicht akzeptiert und Kafkas zur Weiterführung seines Amtes überredet. Nachdem auch dieses Vertrauensbekenntnis der Vereinsführung zum Trainer keine Verbesserung der Mannschaftsleistung hervorgerufen hatte, erklärte Kafkas am 22. Februar 2015 seinen erneuten Rücktritt. Dieses Mal wurde sein Rücktritt angenommen. Als Kafkas Nachfolger verpflichtete der Verein den im Abstiegskampf erfahrenen Trainer Yılmaz Vural. Nachdem auch diesem Trainer der erhoffte Aufwärtstrend nicht gelungen war, stand der Klub nach dem 32. Spieltag als Absteiger fest.

### Direkter Wiederaufstieg in die Süper Lig
Nach dem Abstieg in die TFF 1. Lig verpflichtete der Verein mit Hüseyin Kalpar einen erfahrenen Zweitligatrainer. Unter diesem Trainer startete die Mannschaft gut in die Liga und belegte immer Plätze im oberen Tabellenviertel. Im Vereinsvorstand herrschte seit längerem eine unruhige Stimmung die mit mehreren Rücktritten und Neuwahlen einherging. Im September 2015 wurde mit Hikmet Feridun Tankut jener Präsident wiedergewählt unter dem der Klub 2010 wieder in die Süper Lig zurückgekehrt war. Kurze Zeit nach dieser Wiederwahl gab der Trainer Kalpar seinen Rücktritt bekannt und wurde wenig später durch Elvir Baljić ersetzt. Unter diesem Trainer übernahm die Mannschaft zwar kurzzeitig die Tabellenführung, rutschte aber zur Winterpause auf den sechsten Tabellenplatz zurück und verlor den Anschluss zur Tabellenspitze. Als Folge trat auch Baljić von seinem Amt zurück.
Die Vereinsführung verpflichtete in der Winterpause mit Yücel İldiz jenen Trainer, mit dem der Verein im Sommer 2010 souverän den Aufstieg in die Süper Lig schaffte. Unter dem wiedervereinten Erfolgsgespann Tankut-İldiz übernahm die Mannschaft bereits am ersten Tag der Rückrunde die Tabellenführung, gab sie aber nach drei Spieltagen an Adanaspor ab. Nachdem sich Adanaspor allmählich von seinen Verfolgern abgesetzt hatte, lieferte sich Karabükspor mit Alanyaspor ein Kopf-an-Kopf-Rennen um die Vizemeisterschaft und damit den letzten direkten Aufstiegsplatz. Zwar belegte Karabükspor längere Zeit den zweiten Tabellenplatz, verlor ihn jedoch am 29. Spieltag an Alanyaspor. Nach einem kurzzeitigen Plätzewechsel in der Tabelle blieb Karabükspor Alanyaspor auf den Fersen, setzte sich erst am letzten Spieltag gegen Alanyaspor durch und erreichte damit als Vizemeister den direkten Wiederaufstieg in die Süper Lig.

### Von der Süper Lig in die Amateurliga (Seit 2018)
In der Saison 2017/18 stieg die Mannschaft mit nur 12 Punkten ab. Dabei gelang Karabük nur je drei Siege und Unentschieden und kassierte 28 Niederlagen. In der darauffolgenden Spielzeit gab es auch in der zweiten Liga den nächsten Abstieg. In 34 Spielen gelang Karabük keinen Sieg und blieb bei null Punkten, da dem Verein drei Punkte abgezogen wurden. Nachdem die Saison 2019/20 coronabedingt abgebrochen worden war, kam in der Saison 2020/21 der nächste Abstieg. Auch in der Saison 2021/22 musste Karabük den vierten Abstieg in nur fünf Jahren hinnehmen und wird erstmals seit 1983/84 im Amateurfußball spielen.

## Europapokalbilanz
Karabükspor nahm im Jahre 2014 erstmals mit seiner Qualifikation für die Europa League an den europäischen Pokalwettbewerben teil. Hier
| Saison  | Wettbewerb         | Runde     | Gegner              | Gesamt          | Hin     | Rück    |
| ------- | ------------------ | --------- | ------------------- | --------------- | ------- | ------- |
| 2014/15 | UEFA Europa League | 3Q        | Rosenborg Trondheim | (a)1:1(a)       | 0:0 (H) | 1:1 (A) |
| 2014/15 | UEFA Europa League | Play-offs | AS Saint-Étienne    | 1:1 (3:4 i. E.) | 1:0 (H) | 0:1 (A) |

Gesamtbilanz: 4 Spiele, 1 Sieg, 2 Unentschieden, 1 Niederlage, 2:2 Tore (Tordifferenz ±0)

## Ligazugehörigkeit
- 1. Liga: 1993–1994, 1997–1999, 2010–2015, 2016–2018
- 2. Liga: 1972–1973, 1974–1983, 1984–1993, 1994–1997, 1999–2001, 2008–2010, 2015–2016, 2018–2019
- 3. Liga: 1969–1972, 1973–1974, 1983–1984, 2001–2008, seit 2019

## Rekordspieler
| Rang                | Name             | Einsätze | Zeitraum  |
| ------------------- | ---------------- | -------- | --------- |
| 01.                 | İlhan Parlak     | 121      | 2010–2014 |
| 02.                 | Larrys Mabiala   | 104      | 2011–2015 |
| 03.                 | Erdem Özgenç     | 93       | 2011–2015 |
| 04.                 | Birol Hikmet     | 89       | 2010–2013 |
| 05.                 | Anthony Šerić    | 87       | 2010–2013 |
| 06.                 | Sedat Kalaycı    | 83       | 1993–1999 |
| 07.                 | Hakan Özmert     | 80       | 2010–2015 |
| 08.                 | Vjekoslav Tomić  | 78       | 2010–2013 |
| 09.                 | Yiğit İncedemir  | 76       | 2012–2015 |
| 10.                 | Ahmet İlhan Özek | 73       | 2012–2015 |
| Stand: 1. März 2017 |                  |          |           |

| Rang                | Name                | Tor | Einsätze | Tor/Spiel |
| ------------------- | ------------------- | --- | -------- | --------- |
| 01.                 | İlhan Parlak        | 31  | 121      | 0,26      |
| 02.                 | Erdoğan Yılmaz      | 23  | 63       | 0,37      |
| 03.                 | Florin Cernat       | 19  | 68       | 0,28      |
| 04.                 | Abdou Razack Traoré | 17  | 39       | 0,44      |
| 05.                 | Emmanuel Emenike    | 14  | 23       | 0,61      |
| 06.                 | Lomana LuaLua       | 13  | 42       | 0,31      |
| 07.                 | Ahmet İlhan Özek    | 11  | 73       | 0,15      |
| 08.                 | Luton Shelton       | 10  | 47       | 0,21      |
| 09.                 | Ümit İnal           | 9   | 22       | 0,41      |
| 10.                 | Youssef Haraoui     | 8   | 19       | 0,42      |
| 10.                 | Joseph Akpala       | 8   | 36       | 0,22      |
| Stand: 1. März 2017 |                     |     |          |           |

## Bekannte ehemalige Spieler
| - Burak Akdiş - Aykut Akgün - Murat Akın - Joseph Akpala - Yasin Avcı - Turgay Bahadır - Musa Çağıran - Mehmet Çakır - Florin Cernat - Mehmet Çoğum - Timuçin Çuğ - Uğur Dağdelen - Armand Deumi - İshak Doğan 1 - Emmanuel Emenike - Emre Güngör - Eren Güngör - Sejad Halilović - Jugurtha Hamroun - Youssef Haraoui | - Birol Hikmet - Ümit İnal - Yiğit İncedemir - Vedat İnceefe 1 - Ismail Isa - Sanel Jahić - İbrahim Kaş - Junior Kabananga - Sedat Kalaycı - Ergun Kantarcı - Aydın Karabulut - Anıl Karaer - Erkan Kaş - Tanju Kayhan - Bilal Kısa - Bertul Kocabaş - Domi Kumbela - Lomana LuaLua - Furkan Özçal - Ahmet İlhan Özek 1 - Erdem Özgenç | - Hakan Özmert - İlhan Parlak - Muhammet Reis - Senad Repuh - Anthony Šerić - Rıdvan Şimşek - Samba Sow - Kağan Söylemezgiller - Ergün Teber - Vjekoslav Tomić - Abdou Razack Traoré - Uğur Uçar - Gökhan Ünal - Hakan Ünsal - İbrahim Üzülmez - Boy Waterman - Sertan Vardar - Hasan Vezir - Mehmet Yıldız - Erdoğan Yılmaz |

## Trainer
- 1969–1970 Nazmi Bilge
- İsmail Kurt (September 1970 – Dezember 1970)
- Çetin Güney (Januar 1971 – Mai 1971)
- 1971–1972 Altan Sayın
- 1972–1973 Altan Sayın – Yüksel Aşkun
- 1973–1974 Basri Dirimlili
- 1974–1975 Candemir Berkman – Yüksel Aşkun – Altan Santepe
- 1975–1976 Altan Santepe – Hikmet Galin
- 1976–1977 Ahmet Karlıklı
- 1977–1978 Ahmet Karlıklı – Fuat Kızıltuğ
- 1978–1979 Turgut Kafkas – Gürcan Berk
- 1979–1981 Yüksel Aşkun
- 1981–1982 Yüksel Aşkun – Erdoğan Gürhan
- 1982–1983 Özhan Maraton – Hikmet Galin – Yüksel Aşkun
- 1983–1984 Yüksel Aşkun
- 1984–1985 Yüksel Aşkun – Ergun Kantarcı
- 1985–1986 Ergun Kantarcı – Özhan Maraton
- 1986–1987 Mehmet Babalık
- 1987–1988 Ergun Kantarcı
- 1988–1989 Ergun Kantarcı – Suat Mamat – Özhan Maraton
- 1989–1991 Özhan Maraton
- 1991–1992 Mehmet Başaygün – Özhan Maraton
- Özhan Maraton (Januar 1992 – Mai 1992)
- Ali Kemal Denizci (Juni 1992 – Dezember 1993)
- Yüksel Aşkun 2 (Dezember 1993 – Januar 1994)
- İlyas Tüfekçi (Januar 1994 – Mai 1994)
- Akif Başaran (Juli 1994 – Oktober 1994)
- Cahit Dikici 2 (Oktober 1994 – Januar 1995)
- İsa Ertürk (Januar 1995 – Juni 1995)
- Orhan Yahya Yüce (Juli 1995 – Mai 1996)
- Zeynel Soyuer (Juni 1996 – Oktober 1996)
- Giray Bulak (Oktober 1996 – Mai 1997)
- Nenad Bijedić (Juli 1997 – Mai 1998)
- Ahmet Akçan (Juni 1998 – September 1998)
- Orhan Yahya Yüce (September 1998 – Januar 1999)
- Cihat Erbil (Januar 1999 – Mai 1999)
- Ergun Kantarcı (Juni 1999 – April 2000)
- Ali Kemal Denizci (April 2000 – August 2000)
- Cahit Dikici (August 2000 – November 2000)
- İsmail Kartal (November 2000 – Januar 2001)
- Hasan Vezir (Januar 2001 – Januar 2002)
- Cüneyt Memişoğlu (Februar 2002 – Februar 2003)
- Fatih Eser (März 2003 – Mai 2003)
- Semih Tokatlı (Juli 2003 – Dezember 2003)
- Celal Kıbrızlı (Dezember 2003 – Mai 2004)
- Mücahit Yalçıntaş (Juni 2004 – November 2004)
- İlyas Tüfekçi (April 2005 – November 2005)
- Ali Güneş (November 2005 – Mai 2006)
- Hüseyin Hamamcı (Juni 2006 – November 2006)
- Erdoğan Yılmaz (November 2006 – Juni 2007)
- Mustafa Çapanoğlu (Juli 2007 – Mai 2008)
- Turgut Uçar (Juni 2008 – Oktober 2008)
- Hüsnü Özkara (Oktober 2008 – Mai 2009)
- Yücel İldiz (Juni 2009 – November 2011)
- Bülent Korkmaz (November 2011 – Mai 2012)
- Michael Skibbe (Juni 2012 – November 2012)
- Mesut Bakkal (November 2012 – Mai 2013)
- Suat Sarıcan 2 (Mai 2013)
- Tolunay Kafkas (August 2013 – Februar 2015)
- Yılmaz Vural (Februar 2015 – Mai 2015)
- Hüseyin Kalpar (Juni 2015 – September 2015)
- Elvir Baljić (Oktober 2015 – Dezember 2015)
- Levent Açıkgöz 2 (Dezember 2015)
- Yücel İldiz (Dezember 2015 – Mai 2016)
- Igor Tudor (August 2016 – Februar 2017)
- Igor Tudor (August 2016 – Februar 2017)
- Zoran Barišić (Februar 2017 – Juni 2017)
- Erkan Sözeri (Juni 2017 – September 2017)
- Tony Popovic (Oktober 2017 – Dezember 2017)
- Levent Açıkgöz 2 (Dezember 2017 – März 2018)
- Ünal Karaman (März 2018 – Mai 2018)
- Fikret Yılmaz (Juni 2018 – September 2018)
- Levent Açıkgöz 2 (September 2018 – November 2017)
- Taner Öcal (November 2018 – März 2019)
- İlhan Özer

## Präsidenten
| - 1969–1970 Doğan Şengür - 1970–1972 Mustafa Bilginer - 1972–1973 Kubilay Canbay - 1973–1975 Şefik Dizdar - 1975–1979 Dursun Dereli - 1979–1983 Dr. Erdoğan Sönmez - 1983–1984 Demiray Yüce - 1984–1985 Ural Özden - 1985–1986 Ahmet Eker - 1986–1987 Ali Çıkrıkçıoğlu - 1987–1988 Yaşar Kaptan Çebi - 1988–1990 Sacit Korkut - 1990–1991 Celal Çalış | - 1991–1992 Çoşkun anten - 1992–1994 Yunus Tümen - 1998–1999 Taner Canyurt - 1999–2000 Öner Kölemenoğlu - 2000–2002 Recai Başkan - 2002–2003 Atilla Aygün - 2003–2011 Hikmet Feridun Tankut - 2011–2013 Nevzat Şahin - 2013 Taner Canyurt - 2013–2015 Mustafa Yolbulan - 2015 Hakan Yılmaz - 2015–? Hikmet Feridun Tankut - ? Mehmet Yüksel |